# Kazimierz Dadej
Kazimierz Władysław Dadej (ur. 2 października 1886 w Drohobyczu, zm. wiosną 1940 w Charkowie) – polski lekarz, dr med., pediatra, współzałożyciel i dyrektor Dziecięcego Sanatorium Przeciw Gruźliczego na Bystrym w Zakopanem, społecznik, taternik, członek POW, major lekarz rezerwy Wojska Polskiego, lekarz wojskowy w czasie I i II wojny światowej, ofiara zbrodni katyńskiej.

## Życiorys

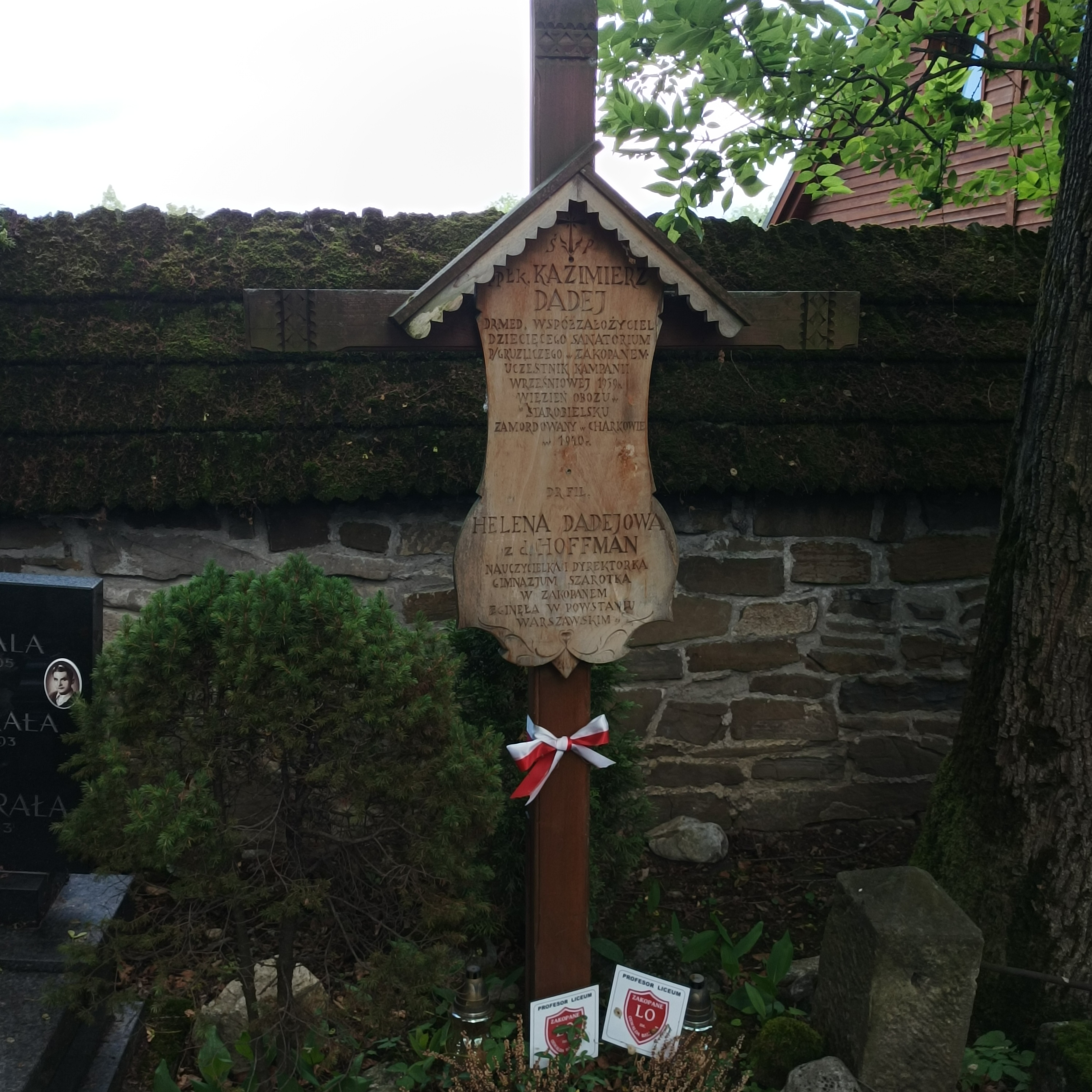
Grób Kazimierza i Heleny Dadejów na Cmentarzu Zasłużonych na Pęksowym Brzyzku

Był synem Władysława i Kazimiery z Arrtów. Maturę zdał w 1904 r., w Wadowicach, następnie w latach 1904–1909 student Wydziału Lekarskiego Uniwersytetu Jagiellońskiego. W 1910 r., uzyskuje tytuł doktora wszech nauk lekarskich. Po wybuchu I wojny światowej został powołany do armii austriackiej, służył w Szpitalu Fortecznym w Krakowie a następnie w WP, w tzw. ruchomych kolumnach sanitarnych (Naczelne Kolumny Epidemiczne), które na tyłach frontu prowadziły systematyczne szczepienia zapobiegając wybuchom epidemii. Kierownikiem kolumn był późniejszy wieloletni mentor, przyjaciel i współpracownik Dadeja, prof. Emil Godlewski.
Cały rok 1922 dr Kazimierz Dadej spędził na stypendium naukowym we Francji, obserwując tamtejsze metody leczenia gruźlicy oraz rolę państwa w procesie leczenia i zapobiegania chorobie.
W 1931 r. zostało oddane do użytku Dziecięce Sanatorium Przeciw Gruźliczego na Bystrym w Zakopanem, przeznaczone dla najuboższych dzieci, podlegające Uniwersytetowi Jagiellońskiemu. Powstanie sanatorium było inicjatywą prof. Godlewskiego i dr. Dadeja. Pierwszy z nich nadzorował już wcześniej mniejsze sanatoria gruźlicze dla dzieci w Zakopanem podległe UJ, a powstałe jeszcze w trakcie I wojny światowej z inicjatywy utworzonego przez ks. bpa Adama Stefana Sapiehę – Książęco-Biskupiego Komitetu Pomocy dla Dotkniętych Klęską Wojny. Nowo powstałe sanatorium było o wiele większe od poprzednich i mogło przyjąć 300 pacjentów. Kierownikiem placówki został dr Kazimierz Dadej i piastował tę funkcję, aż do mobilizacji w przededniu wybuchu wojny, w 1939 r.
Zmobilizowany do Wojska Polskiego, otrzymał przydział mobilizacyjny do kadry zapasowego zespołu szpitala polowego organizowanego przez Wojskowy Szpital Polowy Nr V w Krakowie. W wyniku działań wojennych znalazł się w Tarnopolu, gdzie został aresztowany przez sowietów. Więziony był w obozie w Starobielsku. Wiosną 1940 r. został zamordowany przez funkcjonariuszy NKWD w Charkowie i pogrzebany potajemnie w bezimiennej mogile zbiorowej w Piatichatkach, gdzie od 17 czerwca 2000 r. mieści się oficjalnie Cmentarz Ofiar Totalitaryzmu w Charkowie. Figuruje na Liście Starobielskiej NKWD, pod poz. 1004.

## Upamiętnienie
5 października 2007 r. minister obrony narodowej Aleksander Szczygło mianował go pośmiertnie na stopień podpułkownika. Awans został ogłoszony 9 listopada 2007 r. w Warszawie, w trakcie uroczystości „Katyń Pamiętamy – Uczcijmy Pamięć Bohaterów”.
Wspomnienie obozowe dr. Kazimierza Dadeja znajduje się między innymi w książce Józefa Czapskiego pt. Na nieludzkiej ziemi (w Starobielsku przebywał także szwagier dr. Dadeja, kpt Henryk Hofman).
Symboliczny grób dr. Kazimierza Dadeja i jego żony dr fil. Heleny Dadejowej z domu Hoffman (1888–1944) – filozofa, historyka, nauczycielki i dyrektorki Gimnazjum Szarotka w Zakopanem, zmarłej w powstaniu warszawskim, znajduje się na zakopiańskim Cmentarzu Zasłużonych na Pęksowym Brzyzku.
Dr Dadejowi poświęcono również materiał multimedialny z cyklu, „Epitafia katyńskie”, opracowany przez Media Kontakt i Radę Ochrony Pamięci Walk i Męczeństwa.

## Ordery i odznaczenia
- Złoty Krzyż Zasługi – 19 marca 1937 „za zasługi na polu pracy zawodowej”[10]